# Qiu Lianhai
Qiu Lianhai (* 5. März 1978) ist ein früherer chinesischer Biathlet.
Qiu Lianhai gab sein internationales Debüt 2000 in Östersund im Biathlon-Weltcup und wurde dort 74. eines Sprints. Es war zugleich sein bestes Resultat in einem Weltcuprennen. Die nächsten Einsätze hatte er am Holmenkollen in Oslo im Rahmen der Biathlon-Weltmeisterschaften 2000, bei denen der Chinese 85. des Einzels und 78. des Sprints wurde. Weitere Einsätze folgten in den Saisonen 2000/01 und Saisonen 2001/02. Bei den Winterasienspielen 2003 in Aomori kam Qiu im Sprint und im Verfolgungsrennen auf fünfte Plätze und gewann mit Zhang Hongjun, Zhang Qing und Wang Xin als Startläufer der Staffel die Bronzemedaille. Nach seiner aktiven Karriere begann er für den chinesischen Verband zu arbeiten.

## Biathlon-Weltcup-Platzierungen
Die Tabelle zeigt alle Platzierungen (je nach Austragungsjahr einschließlich Olympische Spiele und Weltmeisterschaften).
- 1.–3. Platz: Anzahl der Podiumsplatzierungen
- Top 10: Anzahl der Platzierungen unter den ersten zehn (einschließlich Podium)
- Punkteränge: Anzahl der Platzierungen innerhalb der Punkteränge (einschließlich Podium und Top 10)
- Starts: Anzahl gelaufener Rennen in der jeweiligen Disziplin
- Staffel: inklusive Mixed- und Single-Mixed-Staffeln

| Platzierung | Einzel | Sprint | Verfolgung | Massenstart | Staffel | Gesamt |
| ----------- | ------ | ------ | ---------- | ----------- | ------- | ------ |
| 1. Platz    |        |        |            |             |         |        |
| 2. Platz    |        |        |            |             |         |        |
| 3. Platz    |        |        |            |             |         |        |
| Top 10      |        |        |            |             |         |        |
| Punkteränge |        |        |            |             |         |        |
| Starts      | 1      | 7      |            |             |         | 8      |